# 小行星12580
小行星12580（12580 Antonini）是一颗绕太阳运转的小行星，为主小行星带小行星。该小行星于1999年9月8日发现。

## 轨道参数
小行星12580的轨道半长轴为3.0590332 UA，离心率为0.248。